# 키프로스 의회

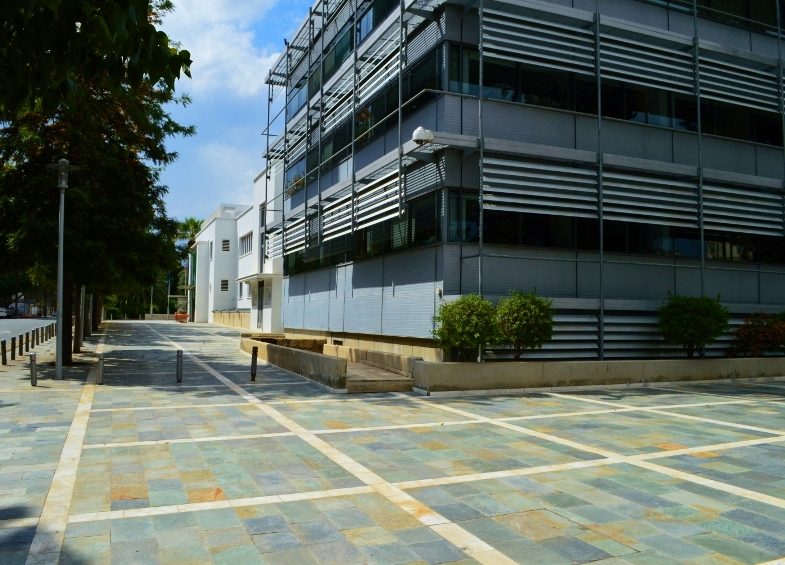

키프로스 의회(그리스어: Βουλή των Αντιπροσώπων Voulī́ tōn Antiprosṓpōn, 튀르키예어: Temsilciler Meclisi)는 키프로스의 입법부이다. 의원의 총원은 80석이나, 실제로는 터키계 키프로스인 몫인 의석을 제외한 56석으로 구성되어 있다.

## 같이 보기
- 키프로스의 정치